# پانکرات فابریس
پانکرات فابریس (انگلیسی: Fabrice Pancrate؛ زادهٔ ۲ مهٔ ۱۹۸۰) بازیکن فوتبال اهل فرانسه است.
از باشگاه‌هایی که در آن بازی کرده‌است می‌توان به باشگاه فوتبال لاریسا، باشگاه فوتبال رئال بتیس، باشگاه فوتبال سوشو، باشگاه فوتبال لو مان، باشگاه فوتبال نانت، باشگاه فوتبال گنگام، باشگاه فوتبال پاری سن ژرمن، و باشگاه فوتبال نیوکاسل یونایتد اشاره کرد.